# Xysticus tortuosus
Xysticus tortuosus är en spindelart som beskrevs av Simon 1932. Xysticus tortuosus ingår i släktet Xysticus och familjen krabbspindlar. Inga underarter finns listade i Catalogue of Life.